# Pratt & Whitney F119
Pratt & Whitney F119 (firemní označení PW5000) je dvouproudový motor s přídavným spalováním vyvinutý společností Pratt & Whitney pro letoun F-22 Raptor.
Motor poskytuje tah 156 kN (35 000 lbf) a umožňuje nadzvukový let bez použití přídavného spalování. Motor poskytuje o téměř 22% větší tah, přičemž je použito o 40% méně součástí, než konvenční vojenské motory čtvrté generace. Motor páté generace F119 umožňuje udržovat stálou nadzvukovou rychlost bez přídavného spalování až do rychlosti Mach 1,72. Tryska motoru F119 je vybavena technologií měnitelného vektoru tahu. Trysky mohou usměrňovat vektor tahu o ±20°, což dává letounu F-22 vynikající manévrovatelnost.
Od motoru F119 byl odvozen motor F135 s tahem 178 kN (40 000 lbf) pro letoun F-35 Lightning II.

## Varianty
F119-PW-100
Tah 156 kN (35 000 lbf).

## Použití
- Lockheed Martin/Boeing F-22 Raptor
- Lockheed YF-22
- Northrop/McDonnell Douglas YF-23

## Specifikace (F119)

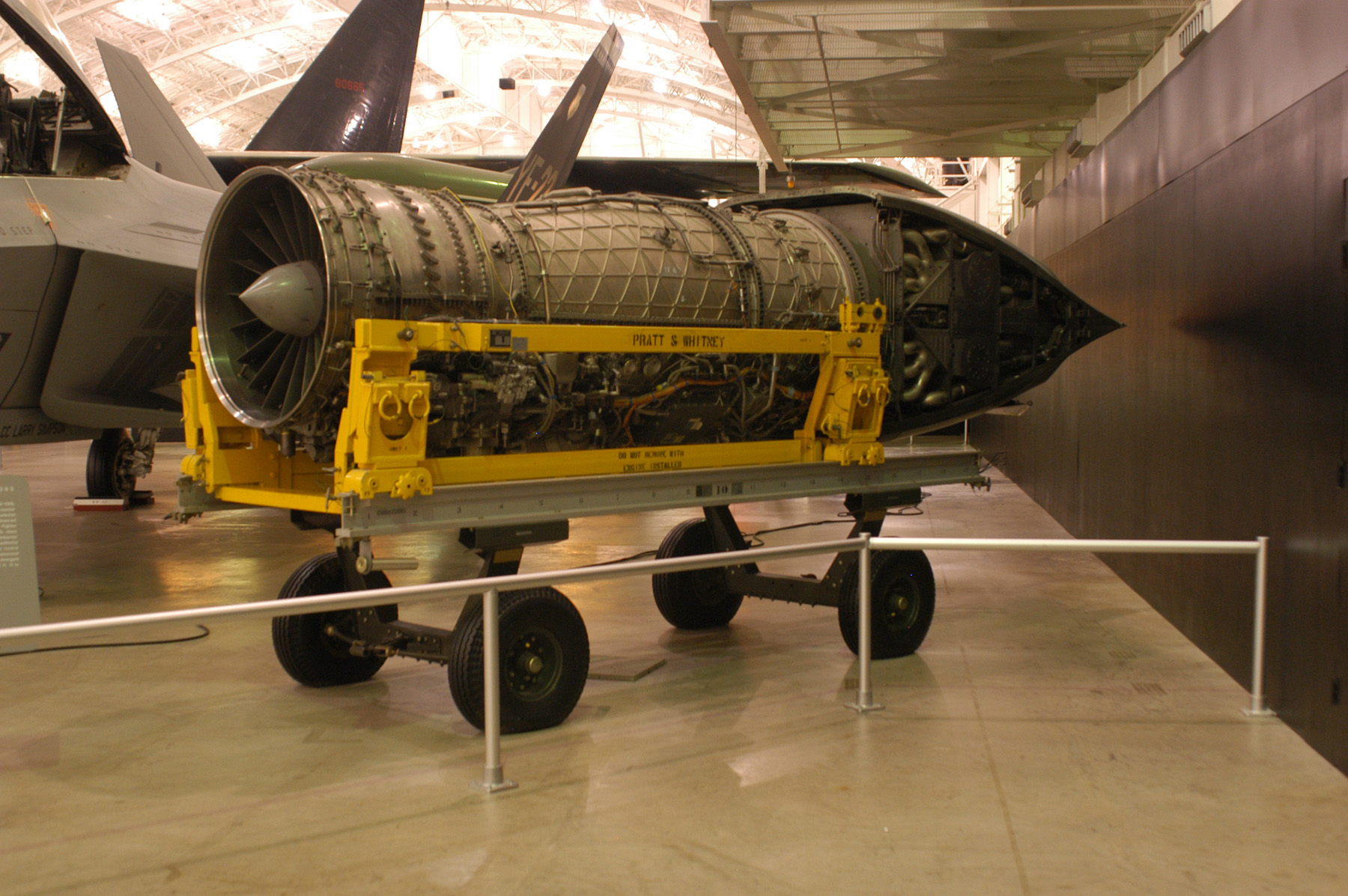
Motor F119

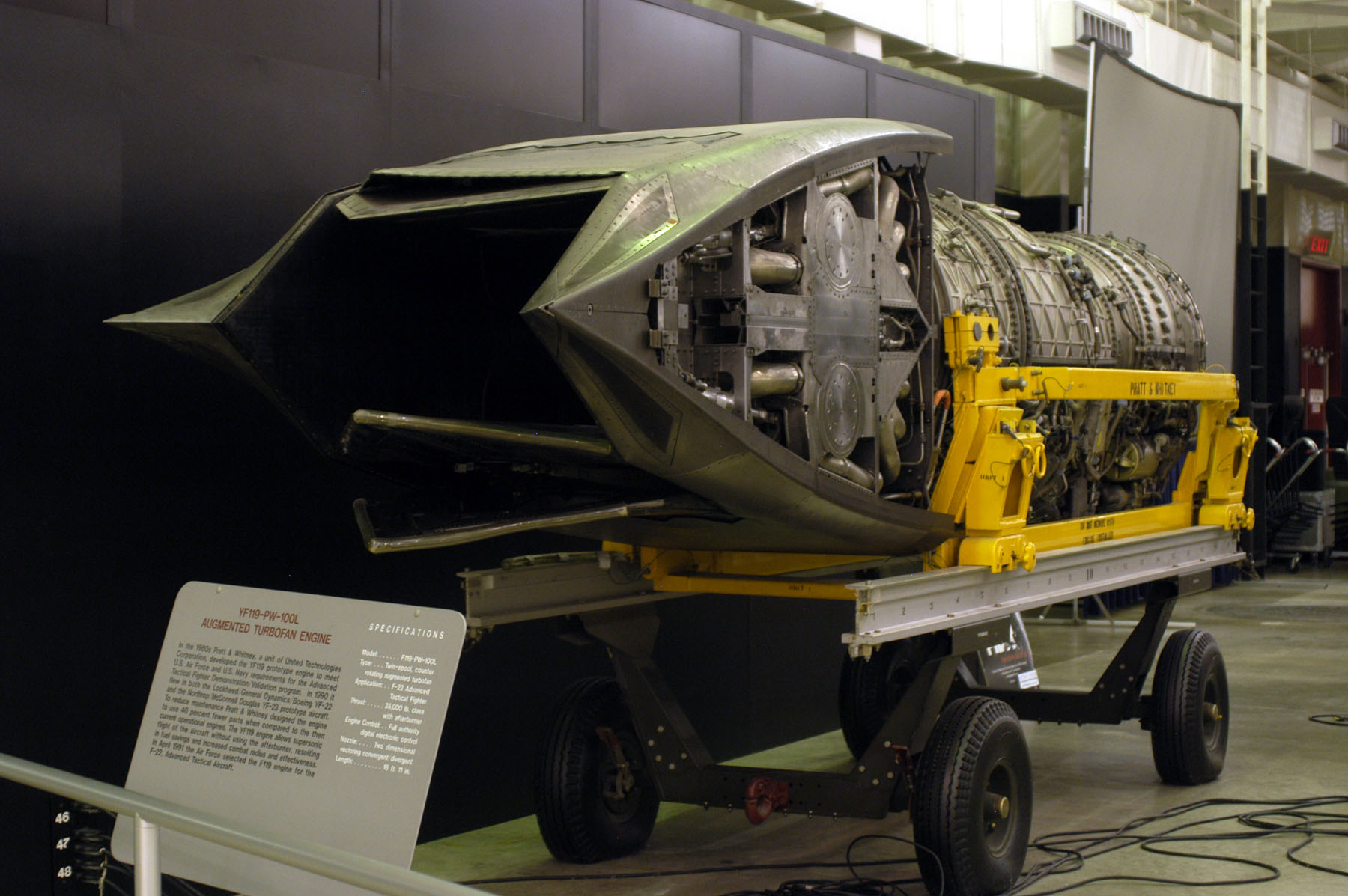
Tryska pro změnu vektoru tahu

Data pocházejí převážně z oficiálního materiálu výrobce „F119-PW-100“.

### Technické údaje
- Typ: dvouproudový motor
- Délka: 5,16 m[5]
- Průměr: přibližně 1,17 m
- Hmotnost: 1 770 kg[6]

### Součásti motoru
- Kompresor: dvouhřídelový protiběžný axiální kompresor s nízkým poměrem, třístupňové dmychadlo, šestistupňový vysokotlaký kompresor
- Spalovací komora: prstencový typ
- Turbína: axiální, protiběžná, jednostupňová vysokotlaká a jednostupňová nízkotlaká turbína

### Výkony
- Tah motoru: více než 156 kN (35 000 lbf) s přídavným spalováním[7]

#### Související vývoj
- Pratt & Whitney F135

#### Podobné motory
- Saturn AL-41
- General Electric YF120
- Xian WS-15